# Clytellus elongatus
Clytellus elongatus es una especie de escarabajo longicornio del género Clytellus, tribu Clytellini, orden Coleoptera. Fue descrita científicamente por Pic en 1931.

## Descripción
Mide 4,5-5 milímetros de longitud.

## Distribución
Se distribuye por Vietnam.